# ヴィルヘルム・ヴェーバー (親衛隊隊員)
ヴィルヘルム・ヴェーバー（Wilhelm Weber, 1918年3月19日 - 1980年3月2日）は、第二次世界大戦期ドイツ国（ナチス・ドイツ）の軍人、武装親衛隊将校、騎士鉄十字章受章者。
1937年に親衛隊特務部隊（後の武装親衛隊）へ入隊し、1939年9月のポーランド侵攻・1940年5月～6月の西方戦役・1941年6月のソビエト連邦侵攻作戦「バルバロッサ」に参加。SS「ヴィーキング」師団「ゲルマニア」連隊の一員として東部戦線で活躍し、1941年付で一級鉄十字章を受章。1943年3月10日付でSS少尉（SS-Untersturmführer）に任官した。
1944年秋、フランスSS部隊総監グスタフ・クルケンベルクSS少将（SS-Brigf. Gustav Krukenberg）に抜擢されてSS所属武装擲弾兵旅団（後に師団）「シャルルマーニュ」（Waffen-Grenadier-Brigade der SS „Charlemagne“）に着任。エリート歩兵部隊「名誉中隊」（Compagnie d'Honneur）の指揮官を務め、1945年2月下旬のポメラニア戦線に出陣。2月25日午後、エルゼナウ（Elsenau、現オルシャノボ(Olszanowo)）の戦いでヴェーバーの名誉中隊は「シャルルマーニュ」師団司令部に迫ったソビエト赤軍戦車部隊（少なくとも14輌以上の敵戦車）を対戦車兵器で殲滅した。
独ソ戦の最終局面である1945年4月末、ヴェーバーは「シャルルマーニュ」師団の生存者の中で戦闘継続を希望した約300名の将兵の1人となり、「フランスSS突撃大隊」（Französische SS-Sturmbataillon）に配属された「戦術学校」（Kampfschule）（旧称：名誉中隊）の指揮官としてベルリン市街戦に参加。パンツァーファウストを用いた近接戦闘で赤軍戦車を多数（単独で8輌もしくは13輌）撃破した功績により、1945年4月29日、ドイツ国（ナチス・ドイツ）最後の騎士鉄十字章受章者の1人となった。最終階級はSS中尉（SS-Obersturmführer）。

## 親衛隊入隊までの経歴
1918年3月19日、ヴィルヘルム・ヴェーバーはドイツ帝国の構成国の1つであるプロイセン王国のヴェストファーレン・ピヴィッツハイデ（Pivitsheide）に生まれた。父親は石工であった。
国家社会主義ドイツ労働者党（NSDAP：ナチス）の青少年団体「ヒトラーユーゲント」（HJ）加入後、ヴェーバーは1932年から1935年の間に大工としての基礎訓練に従事し、後にデトモルト（Detmold）の商業高校に入学した。1936年4月1日にはバート・ザルツフレン（Bad Salzuflen）において国家労働奉仕団（RAD）に加入し、1937年3月31日まで在籍した。
1937年6月26日、当時19歳のヴェーバーは親衛隊（SS）の軍事組織「親衛隊特務部隊」（SS-VT：後の武装親衛隊）へ入隊し（SS隊員番号317 272）、ハンブルクのSS連隊「ゲルマニア」（SS-Standarte „Germania“）第1中隊に配属された。

## 第二次世界大戦勃発

### SSゲルマニア連隊
1939年9月1日、ドイツ国（ナチス・ドイツ）がポーランドへの侵攻を開始して戦争（第二次世界大戦）が勃発すると、SS「ゲルマニア」連隊の下士官ヴィルヘルム・ヴェーバーは装甲偵察車の車長としてポーランド侵攻に参加。戦功によって二級鉄十字章を受章した。
続いて1940年5月～6月の西方戦役に従軍した後、ヴェーバーは1941年6月22日から開始されたソビエト連邦侵攻作戦「バルバロッサ」に参加。ロシア（東部戦線）での戦功によって一級鉄十字章を授与され（正確な受章日は不明）、1941年7月付でSS曹長（SS-Oberscharführer）に昇進。後にSS「ヴィーキング」師団「ゲルマニア」連隊第15中隊（オートバイ偵察中隊）の小隊長を務めた。
1942年4月、ヴェーバーSS曹長はブラウンシュヴァイクSS士官学校（SS-Junkerschule Braunschweig）に入校して将校教育を受け、同年11月付でSS連隊付上級士官候補生（SS-Standarten-OberJunker）となった。そして1943年3月10日付でSS少尉（SS-Untersturmführer）に任官 した後、ヴェーバーは前線に戻り、SS装甲擲弾兵師団「ヴィーキング」SS装甲擲弾兵連隊「ゲルマニア」の小隊長として1944年中旬まで様々な戦場で戦った。
1944年8月から10月初旬の間、ソビエト赤軍が迫ったラトビアの首都リガ防衛戦でヴェーバーSS少尉はSS訓練中隊を指揮して奮闘した。この時のヴェーバーの活躍に注目したフランスSS部隊総監グスタフ・クルケンベルクSS少将（SS-Brigf. Gustav Krukenberg）は、後にドイツ国内のパーダーボルン（Paderborn）とシュタウミューレ（Staumühle）で第2SS装甲偵察訓練中隊の訓練を担当していたヴェーバーをSS所属武装擲弾兵旅団「シャルルマーニュ」（Waffen-Grenadier-Brigade der SS „Charlemagne“）に招いた。

## 1944年11月　「シャルルマーニュ」旅団着任

### 前任者との争い
1944年11月初旬、ヴィルヘルム・ヴェーバーSS少尉（11月9日付でSS中尉に昇進）はドイツ中央部のレーン山地（Rhön）にある演習場「ヴィルトフレッケン演習場」（Truppenübungsplatz Wildflecken）で訓練中のSS所属武装擲弾兵旅団「シャルルマーニュ」に着任した。
「シャルルマーニュ」旅団のドイツ人部署「フランスSS部隊査察部」（Inspektion der Französischen SS-Verbänd）の最高査察官も務めるフランスSS部隊総監グスタフ・クルケンベルクSS少将は、ヴェーバーを「シャルルマーニュ」旅団将兵の模範となるべきエリート歩兵部隊として創設した「警備・訓練中隊」（Wach-und Ausbildungskompanie） に配属し、中隊創設当初からのフランス人中隊長クリスティアン・マルトレSS義勇少尉（SS-Frw. Ustuf. Christian Martrès：「シャルルマーニュ」旅団で2番目に最年少のフランス人将校）と協力して隊員の育成にあたるよう命じた。
しかし、着任初日、マルトレの執務室に入ったヴェーバーはあたかも自分の執務室・自分の机であるかのようにマルトレの机の引き出しを開け、中身を調べ始めた。中隊長である自分を完全にないがしろにするこのドイツ人将校ヴィルヘルム・ヴェーバー（当時26歳。一級鉄十字章、白兵戦章銀章、戦車撃破章受章者）の行動に、マルトレSS義勇少尉（当時18歳。前線経験無し）は怒りを爆発させた。
その後も両者は事あるごとに衝突を繰り返したため、「シャルルマーニュ」旅団上層部はやむを得ずマルトレSS義勇少尉を第57SS所属武装擲弾兵連隊（Waffen-Grenadier-Regiment der SS 57）本部の当直として転属させ、事態を収拾した。エリート中隊の指揮官からうって変わって閑職も同然のポストに就かされたマルトレはすこぶる不満であったものの、命令は命令として受け入れ、警備・訓練中隊を去った。こうして、ヴェーバーは「シャルルマーニュ」旅団のエリート歩兵部隊「警備・訓練中隊」の指揮官に就任した。

### 警備・訓練中隊
最低身長170cmもしくは175cm の身長制限が設けられた警備・訓練中隊には、SS所属武装擲弾兵旅団「シャルルマーニュ」のフランス人義勇兵の中でも特に屈強な隊員約200名が集められ、ヴェーバーは警備・訓練中隊を4個小隊から成る中隊として再編成を開始した。
第1小隊長と第2小隊長にはドイツ海軍出身のフランス人義勇兵フランソワ・アポロ武装曹長（W-Oscha. François Appolot）とウジェーヌ・ヴォロ武装伍長（W-Uscha. Eugène Vaulot）がそれぞれ就任し、分隊長の大半以上は1944年8月のガリツィアの戦いの負傷から回復した第8フランスSS義勇突撃旅団出身の古参兵であった。また、警備・訓練中隊の1個小隊は15歳～18歳の非常に若い義勇兵で構成されていたことから「ユーゲント」（Jugend）小隊と呼ばれていた（この未成年小隊に支給されるレーションにタバコ3箱は含まれていなかった）。
再編成の期間中、ヴェーバーは副官としてフランス民兵団出身のフランス人義勇兵ジャック・パスケ武装連隊付上級士官候補生（W-StdObJu. Jacques Pasquet）を指名した。パスケは戦前のフランスにおける名うてのスポーツ選手・モデルであり、1937年にはフランス一の美男子を競うコンクール「ミスター・フランス」（Mr. France）、欧州一の美男子を競うコンクール「ミスター・ヨーロッパ」（Mr. Europe）で優勝した人物であった。また、中隊先任曹長（Spieß）にはルクセンブルク国籍を持つ下士官クラインSS曹長（SS-Oscha. Klein）が選ばれた。
再編成完了後、警備･訓練中隊は「名誉中隊」（仏：Compagnie d'Honneur(コンパニ・ドヌール)）と改称した。
そして、名誉中隊はヴェーバーの過酷な訓練プログラムによって徹底的に鍛え上げられた。
- （完全装備で）30 km、50 km、60kmに及ぶ長距離行軍。
- 果てしなく続く武器教練、格闘訓練、対戦車戦闘訓練。
- 凍える気温と深い雪の中で24時間を過ごす雪中戦訓練。
- 作戦中の指示は全てドイツ語が用いられ、中隊長ヴェーバーSS中尉はフランス語を一切使用しなかった。
- あらゆる失敗に懲罰が与えられた。

これらの訓練を通じ、名誉中隊の結束は日に日に強まっていった。隊員（フランス人義勇兵）の出身組織・政治的立場は過去のものとなり、彼らは「フランスのためでもドイツのためでもなく、国境の無い1つのヨーロッパのために戦う」 ことを目標にするようになった。
ちなみに、1944年末の時期の「シャルルマーニュ」旅団は物資（装備・燃料・食糧）の不足が問題となっていたが、この問題は名誉中隊にも及んでいた。訓練中に負傷した隊員を搬送する救急車がガス欠であったため、やむを得ずヴェーバーは近くの村から借りてきた馬車で負傷者を病院まで運んでいた。

## 1945年2月下旬～3月　ポメラニア戦線
1945年2月下旬、ヴィルヘルム・ヴェーバーSS中尉の名誉中隊は第33SS所属武装擲弾兵師団「シャルルマーニュ」の師団司令部直属エリート歩兵中隊として東部戦線のポメラニアへ出陣した。この時の「シャルルマーニュ」師団司令部所属部隊は次の通り。
戦場に到着したフランスSS部隊総監グスタフ・クルケンベルクSS少将は「シャルルマーニュ」師団司令部をエルゼナウ（Elsenau、現オルシャノボ(Olszanowo)）に設置し、師団の各部隊は順次行動を開始した。
1945年2月25日朝、ヴィルヘルム・ヴェーバーSS中尉の名誉中隊はハマーシュタイン（Hammerstein、現ツァルネ(Czarne)）でパンツァーファウストを多数支給された後、師団司令部が設置されているエルゼナウへの行軍を開始した。
その途中、名誉中隊はソビエト赤軍から逃げる難民の集団や武装親衛隊ラトビア人義勇兵（第15SS所属武装擲弾兵師団(ラトビア第1)の将兵）とすれ違い、間もなく「シャルルマーニュ」師団第57SS所属武装擲弾兵連隊の負傷兵の一団を目撃した。負傷兵全員の包帯は血まみれで、そのうち何名かは手足がもぎ取られており、彼らの目は恐怖で大きく開かれていた。
これらのような戦闘の悲惨な実態は多くの兵士の戦意を萎えさせたが、高い士気を持つ名誉中隊の将兵には影響しなかった。ヴェーバーは部下に対し「鉄十字章か木の十字架のどちらか1つを選べ」と繰り返し言い聞かせた。名誉中隊の全員がそのうちの1つ、戦死後に与えられる墓標ではなく生きて勝ち取る武勲の証（鉄十字章）を欲していた。

### 1945年2月25日　エルゼナウの戦い
エルゼナウ到着後、名誉中隊は「友軍の後退援護」役として展開した。この時点での名誉中隊の兵力はわずか約80名（もしくは定数の約200～250名）であり、任務をこなすには兵力が不足していたものの、この日の戦闘で名誉中隊の将兵は鬼神のごとき活躍で赤軍戦車部隊を殲滅した。

#### 布陣
名誉中隊の将兵はエルゼナウ村の外周部、村に続く坂道とその両側面の森林に布陣した。パンツァーファウストを装備したフランス兵は道路の側溝に身を潜め、ヴェーバーは中隊指揮所を森の中に設置した。森から道路を挟んで向かい側にはエルゼナウ村の墓地があり、そこには中隊の「ユーゲント」小隊が布陣した。
この日の気温は低く、湿度は高く、降り積もった雪が周囲を覆っていた。そのため、名誉中隊の将兵はエルゼナウ村の遺棄された家屋から白いベッドシーツを調達し、即席の雪中迷彩を身に纏った。ヴェーバーがドイツ国防軍部隊から借り受けた1門の対戦車砲も位置に付き、戦闘態勢は整った。
2月25日正午、ソビエト空軍の戦闘機が飛来し、名誉中隊が守るエルゼナウ村に機銃掃射を浴びせた。戦闘機はすぐに上空を通過したものの、村の外周部から「戦車警報！」（Panzeralarm!）という叫び声が上がった。そして間もなく、（赤軍戦車部隊の接近によって）地面が少しずつ揺れはじめた。

#### 戦闘開始
「整列！ 急げ！ 戦車警報！」（Antreten! Schnell! Panzeralarm!）
とヴェーバーが叫び、2月25日午後2時頃、エルゼナウ村で待機中の1個小隊が増援として前線に移動した。その小隊の分隊長の1人ルイ・ラヴェスト武装二等兵（W-Gren. Louis Lavest）は数日前にパーダーボルンSS下士官学校を卒業し、ポメラニア戦線到着後に名誉中隊に加わった下士官候補生であった。
しかし、村の中から前線へ向かう途中、彼が所属する小隊は約1キロメートル遠方に出現したT-34戦車からの砲撃を受けた。この砲撃によってラヴェストの分隊は全滅し、ラヴェストを含む生存者数名はヴェーバーの中隊指揮所に合流した（近距離で敵戦車の砲弾が爆発した時、ラヴェスト自身は奇跡的にも小石が足首に当たっただけで助かったが、ラヴェストの親友の1人はこの爆発によって四散した）。
ヴェーバーは下士官候補生のブーラ（Boulat）に命令を与えた。ヴェーバーが自分に何を期待しているのかを理解したブーラは分隊を率いて直ちに行動し、エルゼナウ村からやや離れた場所にある道路の両側面の森へ向かった。ブーラの分隊は何本かの樹の幹にパンツァーファウストを固定し、その発射装置に結び付けたワイヤーを道路に張り巡らした。このワイヤーに引っかかった敵戦車の側面にパンツァーファウストの弾頭が発射されるという、仕組みは単純であるが効果は抜群のブービートラップを設置した後、ブーラの分隊はエルゼナウ村の近くまで戻り、道路の側溝に身を潜めた。それから間もなく、遠方で爆発音が2度に渡って響いた。
これ以上前進して新たな罠にかかることを警戒した赤軍戦車部隊は、村の外周部の森に対する砲撃を行った後、縦隊を組んでエルゼナウ村へ進んだ。そして、赤軍戦車14輌の接近を確認したヴェーバーSS中尉の号令によって名誉中隊の戦いの火蓋は切られた。
「撃て！」（Feuer!）
先頭を進んでいた赤軍戦車は対戦車砲弾が直撃して擱坐し、後続戦車の進路を塞いだ。パンツァーファウストを手にした名誉中隊のフランス兵たちは散開して後続戦車に襲いかかり、次々と敵戦車を撃破していった。しかし、そのうちの2輌は頑強に抵抗してエルゼナウ村への砲撃を開始した。これを見たヴェーバーは自ら敵戦車に突撃し、手榴弾を駆使して1輌を撃破したが、残りの1輌はなおもフランス兵の陣地を攻撃し続けていた。
ヴェーバーがこの厄介な戦車をどのように始末するか思案していた時、突如として赤軍歩兵の大群が名誉中隊の陣地に押し寄せた。たちまちドイツ軍の機関銃とライフルの発射音が絶え間なく鳴り続け、弾幕に直面した赤軍兵は大鎌で刈り取られた草のように薙ぎ倒された。生き残った少数の赤軍兵は退却したものの、やがて新たな赤軍兵の大群が現れた。そして再度撃退されたが、またしても新たな赤軍兵の大群が現れた。戦場中に転がった味方の死体を跳び越えながら突撃する赤軍兵の猛攻に直面し、多数の死傷者を出した名誉中隊は全滅を回避するためにエルゼナウ村まで後退した。これまでにヴィルトフレッケン演習場で何十回も後退行動訓練を積んだ名誉中隊であったが、今回の後退は訓練ではなかった。
エルゼナウ村外周部のドイツ軍部隊が後退していく様子を視認した赤軍は、生き残っていた1輌のT-34に歩兵を随伴させた上で前進させた。これに対し、ヴェーバーと3名の志願者はパンツァーファウストを持って立ち向かい、このT-34を撃破した。
その後も赤軍戦車がエルゼナウ村へ迫ったが、中隊長ヴェーバーSS中尉をはじめとする名誉中隊の生存者は奮戦し、多数のT-34を撃破した。この戦いの最中、対戦車地雷やパンツァーファウストを駆使して敵戦車3輌（4輌）を連続で撃破したフランス兵ピエール・スリエ武装伍長（W-Uscha. Pierre Soulier）に対し、ヴェーバーは自身の一級鉄十字章を軍服から取り外し、スリエに授与した。この時、第1小隊長フランソワ・アポロ武装曹長は2輌を、第2小隊長ウジェーヌ・ヴォロ武装伍長は1輌をそれぞれ撃破し、ヴェーバーは3輌のT-34を撃破していた。その後も名誉中隊は戦闘を継続し、スリエとヴォロのグループはスターリン重戦車（IS-2）撃破という快挙を成し遂げた。
1945年2月25日午後5時、名誉中隊はこの時点で11輌の赤軍戦車をエルゼナウ村周辺で撃破していたが、午後5時30分までにさらに6輌を撃破して撃破数を17輌に伸ばし、赤軍部隊の進撃を阻止した。
しかし、その後のエルゼナウ村墓地での戦闘の際には対戦車兵器の備蓄も底を突き、これ以上エルゼナウ村を守りきることは不可能となった。「シャルルマーニュ」師団司令部がエルゼナウから脱出した後、ヴェーバーと名誉中隊の生存者はフレーテンシュタイン（Flötenstein、現コツァワ(Koczała)）に続く道に沿って後退した。エルゼナウの戦いで名誉中隊が撃破した敵戦車の数は多大なものであった が、その代償として名誉中隊が失った将兵の数も多大なものであった。

### ポメラニア戦線撤退
エルゼナウの戦いの後、フレーテンシュタイン村に集まったヴェーバーと名誉中隊の将兵は若干の休息と食事を済ませ、バルト海沿岸部の都市コールベルク（Kolberg、現コウォブジェク(Kołobrzeg)）への移動に備えた。グスタフ・クルケンベルクSS少将の命令に従い、彼らはコールベルクからグライフェンベルク（Greifenberg、現グリフィツェ(Gryfice)）へ向かう予定であった。
翌朝、行軍を開始した名誉中隊はある村を通過したが、そこで彼らはあらゆる方角からこちらに向かってくる難民の集団と遭遇した。そして、「ロシア人が来る」と何度も繰り返し警告する難民が通過した数分後、赤軍のT-34部隊が出現した。しかし、この敵戦車部隊はドイツ陸軍の突撃砲2輌が相手したため、名誉中隊はバルト海沿岸部への行軍を続けた。
その後も名誉中隊が進む道路は難民と彼らの荷物で溢れかえっていたが、この時、新たに出現した赤軍戦車が進路上のあらゆるものをキャタピラで轢き潰しながら名誉中隊に接近した。ヴェーバーは名誉中隊の生存者に対して道路沿いの原野を進むよう命じた。凍りついた湖沼が点在する原野（湿地）まで追ってくることはないというヴェーバーの計算通り、敵戦車は道路から約100メートル離れた原野を移動する名誉中隊を追撃せず、わずかに機銃掃射を浴びせただけであった。しかし、戦車に随伴する赤軍兵は自分たちを追撃することが可能なため、ヴェーバーは前日の戦闘で疲れきっている上に冬の湿地を走らされて凍えている名誉中隊の生存者を急かした。
「前進！ ぐずぐずするな！ 進め、進め！」（Vorwärts! Schnell! Marsch, marsch!）
その後、名誉中隊はフレーテンシュタインから約15キロメートルの位置にある村に到着した。この村の鉄道駅で名誉中隊はコールベルク行きの列車に乗り込むことができ、同様に列車に乗り込んだ「シャルルマーニュ」師団の生存者の一部（約100名）と共に、その日の夜にコールベルクに到着した。翌日、グライフェンベルクへ向かう列車に乗り込んだヴェーバーの名誉中隊は「親衛隊は敵地を進む」（悪魔の歌）を歌いながら戦場を後にした。
| 「 | Wo wir sind, da ist immer vorne Und der Teufel der lacht noch dazu: Ha, Ha, Ha, Ha, Ha, Ha, Ha! Wir Kämpfen für Freiheit, Wir Kämpfen für Hitler... （Où nous sommes, c'est toujours en avant. Et c'est là que le diable rit encore Ha! Ha! Ha! Ha! Ha! Ha! Ha! Nous combattons pour la liberté, Nous combattons pour Hitler...） | 」 |

## 1945年3月～4月　「シャルルマーニュ」師団再編

### ドイツ北部地域への集結
1945年3月、大損害を被ってポメラニア戦線からの撤退を開始した「シャルルマーニュ」師団の生存者は、陸路もしくは海路でドイツ北部地域を目指し、アンクラム（Anklam）北西に位置するヤルゲリン（Jargelin）を集結地点とした。
3月8日、師団の生存者の中で特に早く現地に到着した部隊は師団司令部中隊（約200名）、師団司令部所属の諸部隊、そしてヴィルヘルム・ヴェーバーSS中尉の名誉中隊であった。彼らがヤルゲリンに到着した後の数日間、師団の他の生存者も続々と現地に集結した。こうして、兵力が多少回復した「シャルルマーニュ」師団は3月24日にノイシュトレーリッツ（Neustrelitz）に移動し、師団司令部をカルピン（Carpin）に設置した。
名誉中隊の将兵はカルピンから約4キロメートル北東に位置するオレンドルフ（Ollendorf）の村に到着し、間もなくカルピン北部のゲオルゲンホフ（Georgenhof）に移動した。ここでヴェーバーは名誉中隊の過酷な訓練プログラムを再開したが、ある日、名誉中隊は「総司令部」の公報に特別勲功部隊としてその名が記載され、表彰を受けた。さらに同日、『シグナル』（Signal）最新号の記事に使用するため、宣伝中隊（PK）が名誉中隊の将兵の集合写真を撮影した（ただし、この出来事は「シャルルマーニュ」師団史に記録されていない）。

### 戦術学校
1945年4月初旬、「シャルルマーニュ」師団（連隊）の兵力は約1,000名に回復したが、親衛隊全国指導者ハインリヒ・ヒムラーとフランスSS部隊総監兼「シャルルマーニュ」師団長グスタフ・クルケンベルクSS少将は、これ以上の戦闘継続を希望しない将兵を戦闘任務から解放した上で、師団（連隊）に残った真の意味での義勇兵だけで構成される新たな「シャルルマーニュ」の編成を決定した。
この時、ヴィルヘルム・ヴェーバーSS中尉の名誉中隊は一兵卒に至るまで戦闘継続を希望し、「戦線後方で建設部隊になる」という選択肢を文字通り笑い飛ばした。再編成に伴って「戦術学校」（Kampfschule）と改称した彼らは「シャルルマーニュ」師団の中で最も誇り高く、かつ狂信的な戦闘部隊であり、再編後の「シャルルマーニュ」師団（連隊）内で最初に迷彩服を支給された。
ある日、戦術学校の将兵はフランスSS部隊査察部のドイツ人将校1名の前を整列して行進したが、その際に彼らは軍服にベルトを着用していなかった。かくもだらしない格好で行進する彼らの姿を見た査察部の将校は、指揮官のヴェーバーSS中尉に事情を問いただした。
するとヴェーバーは、戦術学校の将兵に支給されたベルトが国防軍のベルト、すなわちバックル部分に「神は我らと共に」（GOTT MIT UNS）の文字が刻印されたベルトであり、これは武装親衛隊の者に相応しくないため着用させなかったことを冷静に説明した。そしてさらにヴェーバーは「武装親衛隊の者に、神など要らぬ！」と付け加え、査察部の将校を閉口させた。それから間もなく、戦術学校の将兵にはSSのベルト、すなわちバックル部分に「忠誠こそ我が名誉」（Meine Ehre heißt Treue）の文字が刻印されたベルトが改めて支給された。
なお、「シャルルマーニュ」師団の編成上、戦術学校はフランスSS部隊査察部（グスタフ・クルケンベルクSS少将）の麾下部隊であったが、この時期（1945年4月）の戦術学校はクルケンベルクですら近寄り難いほどヴェーバーSS中尉独自の部隊と化していた。

### 逃亡兵の処刑
1945年4月初旬、ノイシュトレーリッツ地方を統括するドイツ国防軍の参謀グループが最前線より後方の防衛線の視察を行ったが、その際に彼らは「シャルルマーニュ」師団（連隊）のフランス人将兵に対し、防御施設や対戦車障害物の建設工事を始めるよう命じた。
しかし工事当日、対戦車壕を掘る作業の際に戦術学校隊員の1人エミール・ジラール武装伍長（W-Uscha. Émile Girard）は小隊長の命令に逆らい、これ以上従うことはできないとして作業を放棄した。その直後、ジラールは2月25日のエルゼナウの戦いで持ち場から逃げ出したことを（これまで何の処罰も行われていなかったため不問にされていたと思いきや、突如として）問責された。軍法会議にかけられたジラールは敵前逃亡の罪によって死刑が確定し、戦術学校はフランソワ・アポロ武装曹長が指揮を執る銃殺隊を提供した。そして1945年4月19日から20日にかけての夜、エミール・ジラール武装伍長はカルピン墓地において銃殺刑に処された。

## 1945年4月24日　ベルリンへの出発

### ベルリンへの出発
1945年4月24日午前3時頃、グスタフ・クルケンベルクSS少将はソビエト赤軍の包囲下にあるドイツ国（ナチス・ドイツ）首都ベルリン（Berlin）から送られてきた「『シャルルマーニュ』師団（連隊）の将兵をもって1個突撃大隊を編成し、最短距離でベルリンまで来るように」という内容のテレグラムを受け取った。
この時、戦術学校指揮官ヴィルヘルム・ヴェーバーSS中尉も「シャルルマーニュ」師団をベルリンへ送るよう命じるテレグラムの1つを目撃した。アドルフ・ヒトラー総統の署名入りのそのテレグラムは総統大本営（Führerhauptquartier）から送られてきたものであった（戦後、このテレグラムの存在はヒトラーの個人副官オットー・ギュンシェSS少佐によって証明された）。
| « Division Charlemagne unter Ausnützung aller Verkehrsmöglichkeiten sofort Ei(n)satz Berlin. Meldung reich(s)kanzlei. Adolf Hitler. »※ （シャルルマーニュ師団はあらゆる交通手段を用いて直ちにベルリンへ出撃せよ。総統官邸通知。アドルフ・ヒトラー） ※注：原文は( )内の文字が欠落している。 |

クルケンベルクSS少将は直ちにアンリ・フネSS義勇大尉（SS-Frw. Hstuf. Henri Fenet）が指揮を執る第57SS大隊の全部隊、第58SS大隊の1個中隊、そして師団戦術学校から成る1個突撃大隊、すなわち「フランスSS突撃大隊」（Französische SS-Sturmbataillon）を編成した。ヴェーバーが戦術学校の将兵に伝えた命令は極めて簡潔なものであった。
「ベルリンへ出撃する。0745までに集合せよ」
4月24日午前5時30分、フランスSS突撃大隊はカルピンを出発してアルト＝シュトレーリッツ（Alt-Strelitz）へ向かい、午前8時30分にはそこからベルリンへ向かうとされた。
4月24日午後3時頃、フランスSS突撃大隊のフランス人義勇兵を載せた車列はファルケンレーデ（Falkenrehde）の橋を渡ろうとしたが、その際に彼らを赤軍部隊と誤認した国民突撃隊によって橋は爆破された。これによって車を利用した行軍が不可能となったため、クルケンベルクは全ての補給物資と装備をトラックから降ろした後、重傷者とトラックをノイシュトレーリッツまで送り返すよう命じた。
ベルリンまでの残りの道を徒歩で行軍せざるを得なくなったフランスSS突撃大隊は、グスタフ・クルケンベルクSS少将とアンリ・フネSS義勇大尉が先頭を進み、その後ろにヴェーバーの戦術学校、ピエール・ミシェルSS義勇中尉（SS-Frw. Ostuf. Pierre Michel）の第2中隊、ピエール・ロスタン武装上級曹長（W-Hscha. Pierre Rostaing）の第3中隊、ジャン・オリヴィエSS義勇曹長（SS-Frw. Oscha. Jean Ollivier）の第4中隊、ジャン＝クレマン・ラブルデットSS義勇少尉（SS-Frw. Ustuf. Jean-Clément Labourdette）の第1中隊が続いた。
そして1945年4月24日午後10時頃、フランスSS突撃大隊はベルリン市内のベルリン・オリンピアシュタディオン近隣の国立競技場（Reichssportfeld）に到着した。

### ベルリン到着後
休養を取った後、ベルリン市内で新たな車を与えられたフランスSS突撃大隊は移動を再開し、4月25日午後、ノイケルン区（Neukölln）に到着した。ここでヴェーバーの戦術学校はヘルマン広場（Hermannplatz）にある1軒のパブを宿泊場所として使用したが、この店の中に酒類は一切残っていなかった。
その後すぐ、戦術学校の将兵は道路に築かれたバリケードの傍で野戦憲兵の仕事を手伝わされ、通行人（兵士・民間人）の身分証明書を逐次チェックした。彼らは同日の夜にようやく仕事から解放され、その日の宿泊場所に戻った。

## 1945年4月　ベルリン市街戦

### 4月26日　ノイケルンの戦い
1945年4月26日早朝、フランスSS突撃大隊はノイケルン区（ベルリン市街南東部）に布陣し、第11SS義勇装甲擲弾兵師団「ノルトラント」の戦車部隊の支援を伴った反撃を開始した。
フランスSS突撃大隊の各部隊のうち、ジャン＝クレマン・ラブルデットSS義勇少尉の第1中隊は隣接するテンペルホーフ区守備隊に一時配属されていたため不在であったが、ピエール・ミシェルSS義勇中尉の第2中隊はベルリーナー通り（Berliner Straße、現カール＝マルクス通りKarl-Marx-Straße）からリヒャルト通り（Richard Straße）に沿って出撃し、ピエール・ロスタン武装上級曹長の第3中隊はブラウナウアー通り（Braunauer Straße、現ゾンネンアレーSonnenallee）に沿って出撃。ジャン・オリヴィエSS義勇曹長の第4中隊は大隊の予備兵力として扱われ、アンリ・フネSS義勇大尉は大隊本部をノイケルン区役所（Rathaus Neukölln）に設置した。
この日、ヴィルヘルム・ヴェーバーSS中尉の戦術学校はヘルマン通り（Hermannstraße）に沿ってヘルマン広場に展開した。ベルリン市街戦のノイケルンの戦いにおけるフランスSS突撃大隊戦術学校の編成は次の通り。
4月26日正午過ぎ、フネの陣地（大隊本部）の右側面を任されたヴェーバーの戦術学校はテンペルホーフ空港（Flughafen Berlin-Tempelhof）からさほど離れていないヘルマン広場に待機していたが、この時点での戦術学校はドイツ軍の突撃砲1輌や他のドイツ軍部隊の将兵も加わった一種の混成部隊と化していた。彼らは赤軍からの迫撃砲攻撃を掻い潜りつつ、空港周辺に多数存在する墓地の壁の1つに沿って移動した。
間もなく、戦術学校の将兵は2輌のティーガーⅡ重戦車（おそらく「ノルトラント」師団所属）に接近した。擲弾兵の援護を受けたこの2輌のティーガーは路上の赤軍部隊を一掃していたが、やがてそのうちの1輌は砲弾を使い果たしてしまった。そして、この機に乗じた赤軍部隊からの激しい砲撃が加えられ、戦術学校の将兵は遮蔽物に身を隠したものの、何名かは砲撃の犠牲となった。さらに悪いことに2輌のティーガーは別の戦区の救援に呼び出されて移動したため、戦術学校は圧倒的多数の赤軍部隊に独力で立ち向かうほかなかった。
4月26日午後遅く、戦術学校はヘルマン広場のパブまで後退した。ノイケルンの戦いでフランスSS突撃大隊全体の損害は150名～200名に達したが、その一方で赤軍部隊に多数の損害を与えていた。フランス人義勇兵がノイケルン区で「鉄クズ」にしたT-34は14輌を数え、そのうちの1輌は戦術学校のジュール・ブーコーSS義勇伍長（SS-Frw. Uscha. Jules Boucaud） が、1輌はフランソワ・アポロ武装曹長が、2輌はウジェーヌ・ヴォロ武装伍長が撃破した戦車であった。

### 4月27日
1945年4月27日、前日のノイケルンの戦いで奮戦したフランスSS突撃大隊は、「ノルトラント」師団長グスタフ・クルケンベルクSS少将（ベルリン到着後に就任）から1日の休養を与えられた。同日の午後に大隊はオペラハウスからトーマスケラー醸造所、次いでベルリン地下鉄ベルリン市中央駅（U-Bahnhof Stadtmitte）に移動した。

### 4月28日
1945年4月28日の夜明け前、ソビエト赤軍はハレ門（Hallesches Tor）近くのラントヴェーア運河（Landwehrkanal）を渡り、戦車多数をベル＝アリアンス広場（Belle-Alliance-Platz, 現メーリング広場Mehringplatz）に前進させた。この広場から出る3つの道
- フリードリヒ通り（Friedrichstraße）
- ヴィルヘルム通り（Wilhelmstraße）
- ザールラント通り（Saarlandstraße、現シュトレーゼマン通りStresemannstraße）

は、いずれも総統官邸に至る重要な道であった。
パンツァーファウストを装備した武装親衛隊フランス人義勇兵は何度も押し寄せる赤軍戦車部隊をその都度撃退した。そして、戦車攻撃が失敗する度に赤軍はベルリン市街の建物群に猛烈な砲爆撃を浴びせ、守備隊の陣地を崩壊させつつ徐々にベルリン中央部（官庁街）を目指した。
この日、ヴィルヘルム・ヴェーバーSS中尉は分断されつつある部隊間の連絡を回復するため、斥候をヴィルヘルム通りに派遣した。この斥候班に志願したフランス人義勇兵の中には、かつて名誉中隊の一員であったが今はフランスSS突撃大隊第1中隊に所属しているジャン＝ルイ・ピュエクロンSS義勇伍長（SS-Frw. Uscha. Jean-Louis Puechlong）も含まれていた。
その後、ヴェーバーと第3中隊長ピエール・ロスタン武装上級曹長（W-Hscha. Pierre Rostaing）、第1中隊長代行マクシム・ド・ラカーズ武装連隊付上級士官候補生（W-StdObJu. Maxime de Lacaze）のグループはヴィルヘルム通りに現れた小規模な赤軍部隊を撃退した。しかし、この時点でベル＝アリアンス広場には赤軍の戦車・榴弾砲・歩兵が集結していたため、フランスSS突撃大隊はヴィルヘルム通りとザールラント通りを繋ぐヘーデマン通り（Hedemannstraße）に防衛線を敷いた。
やがて、「ノルトラント」師団長グスタフ・クルケンベルクSS少将のもとへ出頭していた大隊長アンリ・フネSS義勇大尉がフランスSS突撃大隊に復帰すると、ヴェーバーはフネを暖かく出迎えた。ヴェーバーはヴィルヘルム通りを見渡せる建物の一室から、路上で炎上しているT-34を指差してフネに「いい眺めではありませんか？」と尋ねた（このT-34はヴェーバーが自らパンツァーファウストで撃破した1輌であった）。そしてヴェーバーはフネに対し、（フネが不在の間にフランスSS突撃大隊は）本日中だけで5、6輌の赤軍戦車をパンツァーファウストで撃破し、敵歩兵多数に甚大な損害を与えたと報告した。

### 4月29日
1945年4月29日の夜明けと同時に、再び赤軍戦車が来襲した。これに対し、ベルリン市街の建物に陣取るフランスSS突撃大隊の将兵は絶好の位置からパンツァーファウストを発射し、敵戦車部隊の第一波を撃退した。
この日、ヴェーバーは大隊長アンリ・フネSS義勇大尉に対し、戦術学校の将兵の中で最も多く敵戦車を撃破したウジェーヌ・ヴォロ武装伍長を紹介した。4月26日にノイケルンで撃破した2輌のT-34も含めてこの日までにベルリンで4輌の赤軍戦車を撃破したヴォロは、フネの部下であるロジェ・アルベール＝ブリュネSS義勇伍長（SS-Frw. Uscha. Roger Albert-Brunet）（3輌撃破）と敵戦車の撃破数を競っていた。
やがて、フランス人義勇兵の頑強な抵抗に業を煮やした赤軍は、建物という建物をパンツァーファウストの射程外から砲撃することによって対抗した。大隊指揮所が置かれた部屋は呼吸困難および50センチメートル先しか見えなくなるほど大量の粉塵が立ち込め、また、崩れた壁の破片によって何名かが負傷した。壁に空けられた穴からは赤軍戦車の火線が見え、赤軍兵は狙撃兵の援護下で大隊本部の側面に侵入していた。フランスSS突撃大隊は総統官邸を目指す赤軍の進出を少しでも遅らせんとしたが、建物が全壊して生き埋めにされる前に彼らはプットカマー通り（Puttkamerstraße）に後退し、新たな防衛線を構築した。
そして、ヴェーバー本人は13輌目の敵戦車 をパンツァーファウストで撃破した際に肩に重傷を負い、総統官邸の地下（総統地下壕）にある野戦病院へ運ばれた。

### フランスSS突撃大隊の騎士鉄十字章受章者
1945年4月29日、戦術学校指揮官ヴィルヘルム・ヴェーバーSS中尉はベルリン官庁街防衛司令官ヴィルヘルム・モーンケSS少将（SS-Brigf. Wilhelm Mohnke）から騎士鉄十字章を授与された（詳細はフランスSS突撃大隊#フランスSS突撃大隊の騎士鉄十字章受章者を参照）。

## 1945年5月　ベルリン脱出
ベルリン市街戦の最終局面である1945年5月1日から2日にかけての夜、ヴィルヘルム・ヴェーバーSS中尉は「ノルトラント」師団長グスタフ・クルケンベルクSS少将が主導するベルリン脱出計画に参加した。
5月1日夜、「ノルトラント」師団司令部があるベルリン地下鉄ベルリン市中央駅にいたクルケンベルクSS少将は、航空省周辺に留まっている「ノルトラント」師団将兵の一部とフランスSS突撃大隊にベルリン脱出計画を伝えるため（彼らを自分たちと合流させるため）、ベルリンの地理を熟知している側近ヴァレンティン・パツァークSS少尉（SS-Ustuf. Valentin Patzak）を航空省へ派遣した。
しかし、パツァークSS少尉がその道中で行方不明となった（おそらく戦闘に巻き込まれて死亡した）ため、フランスSS突撃大隊指揮官アンリ・フネSS義勇大尉のもとへクルケンベルクSS少将からの指示が通達されることは無かった（フネと大隊の生存者数十名は航空省周辺に留まった）。やむをえずクルケンベルクは手勢のみを連れてベルリン市街北部（北西部）方面への脱出を開始した（この時、クルケンベルクのグループにはフランスSS突撃大隊と切り離されていた戦術学校の将兵が加わっていた）。
クルケンベルクと共にシュプレー川を渡った者たちはその後、小隊規模のいくつかのグループに分かれた。ヴェーバーのグループは戦術学校のフランソワ・アポロ武装曹長とウジェーヌ・ヴォロ武装伍長、第3中隊の主計ジャック・エヴラルSS義勇兵長（SS-Frw. Rttf. Jacques Evrard）を含む12名ほどのフランス人義勇兵、ドイツ人SS兵士とスカンディナヴィア人義勇兵から成っていた。西を目指して進む彼らのグループには2輌のティーガー重戦車が随伴していた。
しかし、ティーアガルテンまで辿り着いた彼らはシャルロッテンブルクへ続く道を塞ぐ赤軍の強固な抵抗に遭遇した。この戦闘でティーガー戦車2輌は敵陣の突破に成功したが、ウジェーヌ・ヴォロ武装伍長は赤軍狙撃兵に撃たれて戦死した。
この戦闘で生き残った者たちは分散してベルリン脱出を続けた。そのうちの1人エヴラルSS義勇兵長は、ベルリンの地理に不慣れなフランス人義勇兵の指揮官に付き従うよりもドイツ人の指揮官に付き従った方が良いと考え、ヴェーバーSS中尉に同行した。ヴェーバーのグループは市街地の廃墟を伝って移動したが、やがて彼らは赤軍に包囲されてしまった。絶望的な状況であったがヴェーバーたちは赤軍部隊を寄せ付けず、数時間、危険を承知の上で包囲突破を敢行した。
そして、ヴィルヘルム・ヴェーバーSS中尉と他数名は奇跡的にも赤軍の包囲網を突破してベルリン脱出に成功したが、ジャック・エヴラルSS義勇兵長を含む多くの者は包囲網を突破することができなかった。

## 戦後
「武装親衛隊、そしてシャルルマーニュ師団の偉大な英雄」 ヴィルヘルム・ヴェーバーは大戦を生き延び、戦後は西ドイツ・ヘッセン州のベンスハイム（Bensheim）に移住。医学書・自然（自然科学）研究書を専門に取り扱う書店を営みながら暮らした。
1980年3月2日、ヴィルヘルム・ヴェーバーは62回目の誕生日を目前にして心筋梗塞（心不全 / 心停止）が原因で死去した。満61歳没。

## キャリア

### 党員・隊員番号
- ナチス党員番号（NSDAP-Nr.）：不明
- 親衛隊隊員番号（SS-Nr.）：317 272（1937年6月26日入隊）

### 階級
- 1937年 - 1941年　不明
- 1941年7月　SS曹長（SS-Oberscharführer）
- 1942年11月　SS連隊付上級士官候補生（SS-Standarten-OberJunker）
- 1943年3月10日　SS少尉（SS-Untersturmführer）
- 1944年11月9日　SS中尉（SS-Obersturmführer）

### 勲章
- 二級鉄十字章（1939年）
- 一級鉄十字章（1941年）
- 東部戦線従軍記章
- 歩兵突撃章
- 白兵戦章銀章[5]
- 戦傷章銀章[注 18]
- 戦車撃破章
- 騎士鉄十字章（1945年4月29日）

なお、士官候補生時代に撮影された写真では、二級鉄十字章のリボン（第2ボタンホール）と歩兵突撃章と一級鉄十字章の他に、ヒトラーユーゲントバッジと2個の略綬を制服に着用している。